# Spoorlijn Port-Sainte-Marie - Riscle
De spoorlijn Port-Sainte-Marie - Riscle was een Franse spoorlijn van Port-Sainte-Marie naar Riscle. De lijn was 114,9 km lang en heeft als lijnnummer 643 000.

## Geschiedenis
De lijn werd in gedeeltes geopend door de Compagnie des Chemins de fer du Midi, van Port-Sainte-Marie naar Condom op 6 juni 1880, van Condom naar Eauze op 5 juli 1888 en van Eauze naar Riscle op 10 december 1893. Personenvervoer werd kortstondig opgeheven tussen 27 juni en 6 oktober 1940. Op 30 september 1962 werd het definitief gestaakt.
Goederenvervoer werd stapsgewijs opgeheven, van Mouchan naar Eauze op 1 februari 1971, van Condom naar Mouchan in 1982, van Eauze naar Nogaro in 2007 en van Port-Sainte-Marie naar Condom en van Nogaro naar Riscle in 2009.

## Aansluitingen
In de volgende plaatsen is of was er een aansluiting op de volgende spoorlijnen:
Port-Sainte-Marie
RFN 640 000, spoorlijn tussen Bordeaux-Saint-Jean en Sète-Ville
Nérac
RFN 644 000, spoorlijn tussen Nérac en Mont-de-Marsan
Condom
RFN 645 000, spoorlijn tussen Condom en Castéra-Verduzan
Eauze
RFN 646 000, spoorlijn tussen Eauze en Auch
Riscle
RFN 652 000, spoorlijn tussen Morcenx en Bagnères-de-Bigorre